# Romainville
Romainville je francouzské město ve východní části metropolitní oblasti Paříže v departmentu Seine-Saint-Denis, region Île-de-France, asi 6 km severovýchodně od centra Paříže.

## Geografie
Sousední obce: Pantin, Bobigny, Noisy-le-Sec, Montreuil, Bagnolet a Les Lilas.

## Vývoj počtu obyvatel
Počet obyvatel

## Slavní obyvatelé města
- Paul de Kock (1793 - 1871), spisovatel
- Louis Boulanger (1807 - 1867), malíř

## Partnerská města
- Benfleet, Velká Británie
- Casalecchio di Reno, Itálie